# Copa Colsanitas 2017
Copa Colsanitas 2017, oficiálním názvem Claro Open Colsanitas 2017, byl tenisový turnaj pořádaný jako součást ženského okruhu WTA Tour, který se odehrával v Clubu Los Lagartos na otevřených antukových dvorcích. Probíhal mezi 8. až 15. dubnem 2017 v kolumbijském hlavním městě Bogota jako dvacátý ročník turnaje.
Turnaj s rozpočtem 250 000 dolarů patřil do kategorie WTA International Tournaments. Nejvýše nasazenou hráčkou ve dvouhře se stala dvacátá první hráčka žebříčku Kiki Bertensová z Nizozemska. Jako poslední přímá účastnice do dvouhry nastoupila 144. slovinská hráčka žebříčku Dalila Jakupovićová, která v úvodním kole vyřadila obhájkyni trofeje Irinu Falconiovou.
Ve své poslední profesionální sezóně vybojovala osmou kariérní trofej 36letá Italka Francesca Schiavoneová z druhé světové stovky, která finálovou výhrou dosáhla  jubilejního 600. vítězného zápas na okruhu WTA Tour. Premiérový společný deblový titul si odvezl brazilsko-argentinský pár Beatriz Haddad Maiová a Nadia Podoroská.

## Distribuce bodů a finančních odměn

### Distribuce bodů
| Soutěž  | vítězky | finalistky | semifinalistky | čtvrtfinalistky | 16 v kole | 32 v kole | Q  | Q3 | Q2 | Q1 |
| ------- | ------- | ---------- | -------------- | --------------- | --------- | --------- | -- | -- | -- | -- |
| dvouhra | 280     | 180        | 110            | 60              | 30        | 1         | 18 | 14 | 10 | 1  |
| čtyřhra | 280     | 180        | 110            | 60              | 1         | —         | —  | —  | —  | —  |

### Finanční odměny
| Soutěž                                | vítězky | finalistky | semifinalistky | čtvrtfinalistky | 16 v kole | 32 v kole | Q2     | Q1   |
| ------------------------------------- | ------- | ---------- | -------------- | --------------- | --------- | --------- | ------ | ---- |
| dvouhra                               | $43 000 | $21 400    | $11 500        | $6 175          | $3 400    | $2 100    | $1 020 | $600 |
| čtyřhra                               | $12 300 | $6 400     | $3 435         | $1 820          | $960      | —         | —      | —    |
| částky ve čtyřhře jsou uváděny na pár |         |            |                |                 |           |           |        |      |

## Ženská dvouhra

### Nasazení
| Stát                         | Hráčka                   | WTA | Nasazení |
| ---------------------------- | ------------------------ | --- | -------- |
| Nizozemsko                   | Kiki Bertensová          | 21. | 1.       |
| Česko                        | Kateřina Siniaková       | 36. | 2.       |
| Švédsko                      | Johanna Larssonová       | 57. | 3.       |
| Španělsko                    | Lara Arruabarrenová      | 65. | 4.       |
| Polsko                       | Magda Linetteová         | 83. | 5.       |
| Rumunsko                     | Patricia Maria Țigová    | 85. | 6.       |
| Rusko                        | Jekatěrina Alexandrovová | 86. | 7.       |
| Řecko                        | Maria Sakkariová         | 91. | 8.       |
| Žebříček WTA k 3. dubnu 2017 |                          |     |          |

### Jiné formy účasti
Následující hráčky obdržely divokou kartu do hlavní soutěže:
- Emiliana Arangová
- Alyssa Mayová
- Francesca Schiavoneová

Následující hráčky postoupily z kvalifikace:
- Cindy Burgerová
- Fiona Ferrová
- Beatriz Haddad Maiová
- Conny Perrinová
- Nadia Podoroská
- Jil Teichmannová

### Odhlášení
před zahájením turnaje
- Mandy Minellaová → nahradila ji  Grace Minová
- Pcheng Šuaj → nahradila ji  Verónica Cepedeová Roygová
- Anna Tatišviliová → nahradila ji  Sachia Vickeryová

## Ženská čtyřhra

### Nasazení
| Stát                                                                     | Hráčka               | Stát     | Hráčka                    | WTA  | Nasazení |
| ------------------------------------------------------------------------ | -------------------- | -------- | ------------------------- | ---- | -------- |
| Srbsko                                                                   | Aleksandra Krunićová | Česko    | Kateřina Siniaková        | 66.  | 1.       |
| Rusko                                                                    | Natela Dzalamidzeová | Německo  | Tatjana Mariová           | 157. | 2.       |
| Argentina                                                                | María Irigoyenová    | Polsko   | Paula Kaniová             | 157. | 3.       |
| Španělsko                                                                | Lara Arruabarrenová  | Kolumbie | Mariana Duqueová Mariñová | 219. | 4.       |
| Žebříček WTA k 3. dubnu 2017; číslo je součtem umístění obou členek páru |                      |          |                           |      |          |

### Jiné formy účasti
Následující páry obdržely divokou kartu do hlavní soutěže:
- Beatriz Haddad Maiová /  Nadia Podoroská
- Alyssa Mayová /  Stephanie Nemtsová

## Přehled finále

### Ženská dvouhra
- Francesca Schiavoneová vs.  Lara Arruabarrenová, 6–4, 7–5

### Ženská čtyřhra
- Beatriz Haddad Maiová /  Nadia Podoroská vs.  Verónica Cepedeová Roygová /  Magda Linetteová, 6–3, 7–6(7–4)